# Аніта Муленга
Аніта Муленга (англ. Anita Mulenga; нар. 3 травня 1995, Замбія) — замбійська футболістка, захисниця клубу «Грін Баффолос» та національної збірної Замбії. Одна з гравчинь, яка поїхала на футбольний турнір Літньої Олімпіади 2020 року.

## Клубна кар'єра
З 2014 року виступає за замбійський клуб «Грін Баффолос».

## Кар'єра в збірній
У складі національної збірної Замбії виступала Чемпіонаті африканських націй 2014 року.